# Donax kiusiuensis
Donax kiusiuensis is een tweekleppigensoort uit de familie van de Donacidae. De wetenschappelijke naam van de soort werd voor het eerst geldig gepubliceerd in 1901 door Henry Augustus Pilsbry.